# Microtus abbreviatus
Microtus abbreviatus es una especie de roedor de la familia Cricetidae.

## Distribución geográfica
Se encuentra sólo en la Isla de San Mateo y adyacentes Isla Hall, en Alaska.  En estas islas del mar de Bering,  viven en zonas de tierras bajas húmedas, en las faldas de las montañas, y en las playas cubiertas de hierba de centeno, se lo comen las aves y los zorros árticos, que son los únicos mamíferos en la isla.